# Distretto di Iberia
Il distretto di Iberia è uno dei quattro distretti della provincia di Tahuamanu, in Perù.

## Geografia
Si trova nella regione di Madre de Dios e si estende su una superficie di 2.549,32 chilometri quadrati.
Istituito il 7 giugno 1961, ha per capitale la città di Iberia.